# 中日韩汉字

中日韓越漢字源自古代漢字；由左至右：日文、越南文、韓文、簡體中文及繁體中文

中日韩汉字（英語：CJK characters）是對中文、日文文字和韓文的統稱，這些語言全部含有汉字及其變體，某時亦會與其他文字混合使用。因為越南文曾經使用漢字，所以它有時候也與「中日韩」結合，統稱「中日韓越」（英語：Chinese-Japanese-Korean-Vietnamese）。概括來說，「中日韓越漢字」通常包括中文的漢字、日文文字的日本汉字及日語假名、韓文的朝鮮漢字及諺文和越南文的儒字和喃字。

## 歷史
標準普通話和廣東話幾乎可以全數使用漢字表達，基本識字需要3000字，而囊括全部日常用語則需要40000字。而日文使用漢字較少，所需的基本識字量預計爲2163字，列於常用漢字表中。20世紀下半葉，朝鮮半島已基本用諺文徹底取代漢字，所以南韓以及北韓使用漢字的情況越來越少，但因為特殊的專有名詞需要漢字解釋，所以仍需要學習漢字。時至今日，韓國學校仍教授學生約1800漢字。而在越南，在20世纪初，越南還依舊使用文言文、漢喃、喃字，到1920年代末，法國殖民者強行推行基于拉丁文的越南語字母（國語字）取代文言文、漢喃、喃字。
中文的注音符號和汉语拼音、日文的平假名和片假名、韓文的諺文，嚴格上都不是「中日韓漢字」。但多數相關字集為了涵蓋目標語言的全部文字，也包括這些拼音文字。
1971年，中國學學家卡爾·萊班對中日韓漢字編碼系統作出了早期調查。

## 另見
- 動態組字
- 汉字编码字符集
- 中文输入法
- 中日韓相容表意文字
- 笔画
- 中日韓統一表意文字
- 複雜文字編排 (CTL)
- 输入法
- CJK字体列表
- 漢字詞

## 外部鏈接
- CJKV: A Brief Introduction（页面存档备份，存于）
- Lemberg CJK article from above, TUGboat18-3（页面存档备份，存于）
- On “CJK Unified Ideograph”（页面存档备份，存于）, from Wenlin.com
- FGA: Unicode CJKV character set rationalization